# Biantessus
Genre
Synonymes
- Biantanius Roewer, 1949

Biantessus est un genre d'opilions laniatores de la famille des Biantidae.

## Distribution
Les espèces de ce genre sont endémiques du KwaZulu-Natal en Afrique du Sud.

## Liste des espèces
Selon World Catalogue of Opiliones (10/10/2021) :
- Biantessus nigrotarsus (Lawrence, 1933)
- Biantessus vertebralis (Lawrence, 1933)

## Publication originale
- Roewer, 1949 : « Über Phalangodidae II. Weitere Weberknechte XIV. » Senckenbergiana, vol. 30, p. 247–289.